# 주세붕 초상 (경상남도 유형문화재 제142호)
주세붕 초상(周世鵬 肖像)은 대한민국 경상남도 함안군 칠서면 무릉리에 있는 조선시대의 문신인 주세붕(1495∼1554) 선생의 초상화이다.
1976년 4월 15일 경상남도의 유형문화재 제142호 주세붕 영정으로 지정되었다가, 2018년 12월 20일 현재의 명칭으로 변경되었다.

## 개요
조선시대의 문신인 주세붕(1495∼1554) 선생의 초상화로서, 국립중앙박물관에 보관되어 있는 원본을 옮겨 그린 것이다.
크기는 가로 100㎝, 세로 150㎝이며, 매화와 대나무 무늬가 선명한 비단 바탕에 엷게 채색한 것으로, 직무를 볼 때 입는 관복을 입고 의자에 단정하게 앉아있는 전신좌상이다. 호랑이 가죽을 덮은 의자 위에 앉아 있는데 가죽의 색깔과 녹색의 조복이 잘 어우러져 있다. 검은색의 사모를 쓰고 앉아있는 모습이 어색해 보이고, 얼굴의 윤곽이 뚜렷하지 않아 뛰어난 화가의 수법은 아닌 듯 하며, 풍만한 얼굴 인상과 큼직한 눈과 코, 짙은 눈썹은 마치 무인과 같은 인상을 주고 있다.
58세 때의 선생의 모습을 그린 초상화 원본을 1919년에 그 후손들이 다시 옮겨 그린 것으로, 그림이 보존되고 있는 광풍각 또한 당시 그림을 모셔두기 위해 12대손인 주학표가 세워 놓은 것이라 한다.

## 같이 보기
- 주세붕
- 주세붕 초상 - 보물 제 717호

## 참고 문헌
- 주세붕 초상 - 국가유산청 국가유산포털